# Kostaryka na Letnich Igrzyskach Olimpijskich 1968
Kostarykę na Letnich Igrzyskach Olimpijskich 1968 reprezentowało 18 zawodników: 17 mężczyzn i 1 kobieta. Był to 3. start reprezentacji Kostaryki na letnich igrzyskach olimpijskich. 

## Skład kadry

### Boks
Mężczyźni
- Isaac Marin - waga lekkopółśrednia - 17. miejsce
- Walter Campos - waga lekkośrednia - 17. miejsce

### Kolarstwo
Mężczyźni
- Miguel Angel Sánchez - wyścig indywidualny ze startu wspólnego - 63. miejsce
- José Sánchez - wyścig indywidualny ze startu wspólnego - nie ukończył
- Humberto Solano - wyścig indywidualny ze startu wspólnego - nie ukończył
- José Manuel Soto - wyścig indywidualny ze startu wspólnego - nie ukończył
- Humberto Solano, José Manuel Soto, José Sánchez, Miguel Angel Sánchez - 27. miejsce

### Lekkoatletyka
Mężczyźni
- Rafael Pérez

5000 metrów - odpadł w eliminacjach
10 000 metrów - 31. miejsce
Maraton - nie ukończył
Kobiety
- Jean Robotham

400 metrów - odpadła w eliminacjach
Skok w dal - 24. miejsce
Pięciobój - 32. miejsce

### Pływanie
Mężczyźni
- Luis Aguilar - 100 metrów st. dowolnym - odpadł w eliminacjach

### Podnoszenie ciężarów
Mężczyźni
- Luis Fonseca - waga średnia - 17. miejsce
- Rodolfo Castillo - waga lekkociężka - 21. miejsce
- Fernando Esquivel - waga średniociężka - 23. miejsce

### Strzelectwo
Mężczyźni
- Antonio Mora - pistolet, 50 m - 67. miejsce
- Rodrigo Ruiz - pistolet, 50 m - 68. miejsce
- Hugo Chamberlain

Karabin małokalibrowy, leżąc, 50 m - 66. miejsce
Karabin małokalibrowy, trzy postawy, 50 m - 57. miejsce
- Carlos Pacheco

Karabin małokalibrowy, leżąc, 50 m - 52. miejsce
Skeet - 42. miejsce
- Jorge André - skeet - 51. miejsce